# 后翼印度防禦
后翼印度防禦，簡稱QID，又名新印度防禦，是國際象棋開局印度防禦的一種，走法為：
1.d4 Nf6 2.c4 e6 3.Nf3 b6